# Stanisław Feliks Szembek
.

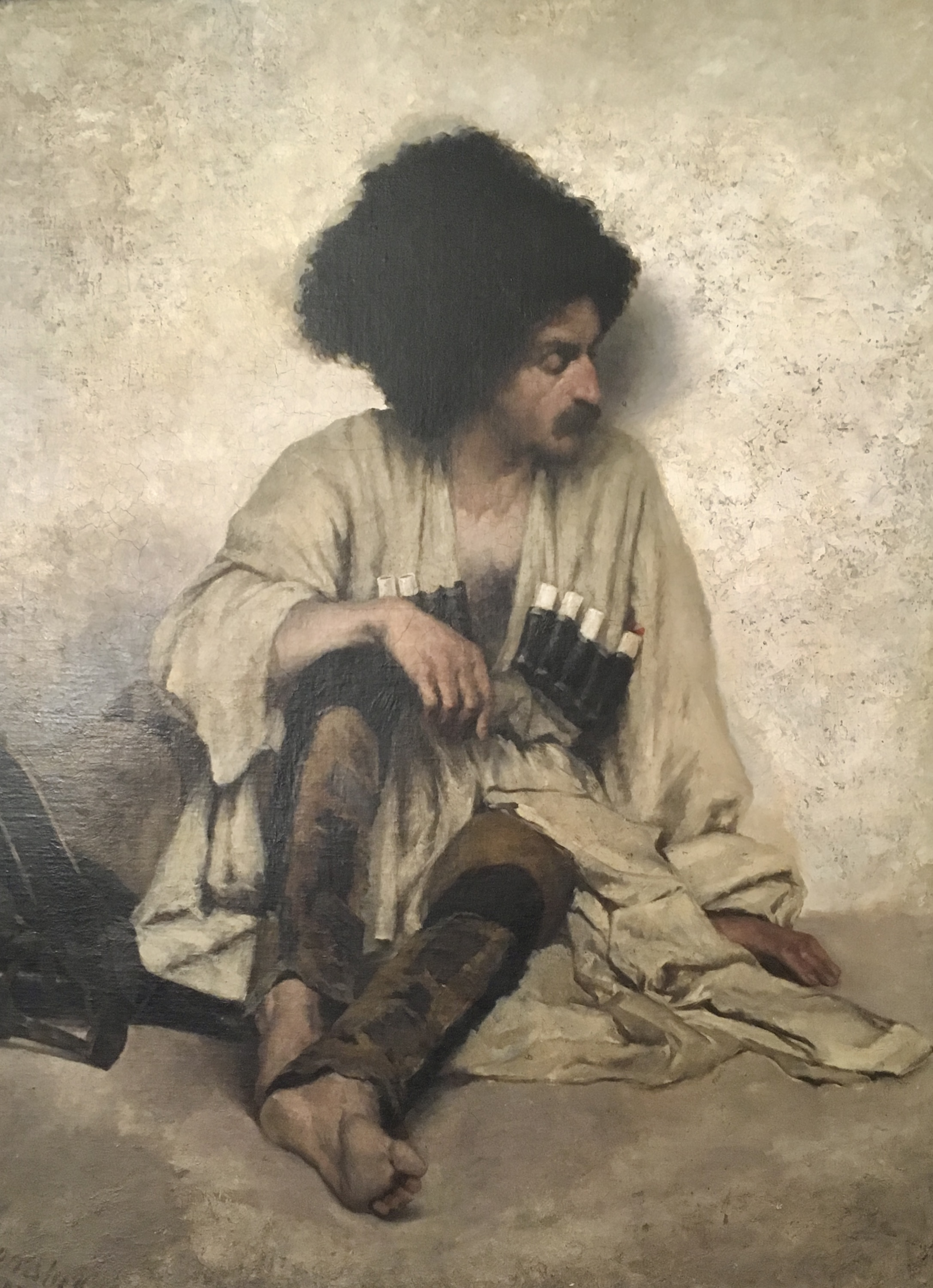
Stanisław Szembek (1849-1891)

Stanisław Feliks Szembek (ur. 5 sierpnia 1849 w Siemianicach, zm. 15 listopada 1891 w Wysocku) – hrabia herbu Szembek, malarz polski.

## Życiorys
Urodził się jako syn Aleksandra i jego drugiej żony, Felicji z Niemojowskich. Był wnukiem generała Piotra Szembeka.
W roku 1863 zamierzał przyłączyć się do powstańców w obozie generała Edmunda Taczanowskiego, lecz nie został przyjęty ze względu na młody wiek. W roku 1864 rozpoczął naukę w gimnazjum św. Macieja we Wrocławiu.
Studiował od 15 listopada 1868 na Akademii Sztuk Pięknych w Monachium w klasie malarstwa antycznego pod kierunkiem Alexandra Strähubera, a w latach 1869–1870 Wilhelma von Dieza. Przyłączył się do monachijskiej kolonii polskich malarzy, m.in. do Józefa Brandta i Ludomira Benedyktowicza. Zaprzyjaźnił się także z Adamem Chmielowskim. Od roku 1871 był członkiem zwyczajnym monachijskiego Kunstvereinu.
Po powrocie z Monachium nabył majątek Bonarka pod Krakowem, w którym zamieszkał. Nawiązał kontakty z krakowskim środowiskiem malarskim, zwłaszcza z Tadeuszem Ajdukiewiczem i Witoldem Pruszkowskim. Uczestniczył w wystawach krakowskiego Towarzystwa Przyjaciół Sztuk Pięknych oraz warszawskiej Zachęty.
Latem 1878 w Sopocie poznał Augustę Zawiszankę Czarną, którą poślubił 28 lipca 1879. Po sprzedaniu majątku Bonarka odkupił od ojca majątki Wysocko Wielkie i Sadowie w powiecie ostrowskim i zamieszkał w Wysocku, gdzie przebudował pałac, dobudowując pracownię malarską.
Zapadłszy na gruźlicę, wyjechał wiosną 1882 na kurację do Bellagio, a następnie do Bad Reichenhall. W latach 1883 i 1885 odwiedził powtórnie Włochy. Wskutek gruźlicy stracił głos oraz został zmuszony do używania wózka. Zmarł w Wysocku w wieku 42 lat i został pochowany 1 czerwca 1891 w krypcie miejscowego kościoła.

## Wystawy
We wrześniu 1891 staraniem Towarzystwa Przyjaciół Sztuk Pięknych odbyła się w Sukiennicach wystawa pośmiertna artysty, na której zgromadzono 149 obrazów i szkiców olejnych.
Na wystawie monograficznej "Stanisław Szembek 1849 - 1891. Malarstwo i rysunek" w roku 1976  w Muzeum Zamkowym w  Malborku zgromadzono 41 z około pięćdziesięciu zachowanych prac olejnych artysty oraz 76 rysunków. Kuratorem wystawy był kustosz Antoni Romuald Chodyński.